# Lille Brattholmen
Lille Brattholmen est une île norvégienne du comté d'Østfold appartenant administrativement à Fredrikstad.

## Description
Rocheuse et désertique, elle s'étend sur environ 242 m de longueur pour une largeur approximative de 91 m. 